# Горка (Виноградовський район)
Горка (рос. Горка) — присілок в Виноградовському районі Архангельської області Російської Федерації.
Населення становить 11[16] осіб. Органом місцевого самоврядування до 2021 року було Борецьке муніципальне утворення.

## Історія
Від 1937 року належить до Архангельської області.
Від 2004 року належить до муніципального утворення Борецьке муніципальне утворення.

## Населення
| 2002 | 2010 |
| ---- | ---- |
| 24   | ↘11  |